# Gert-Jan Bruggink

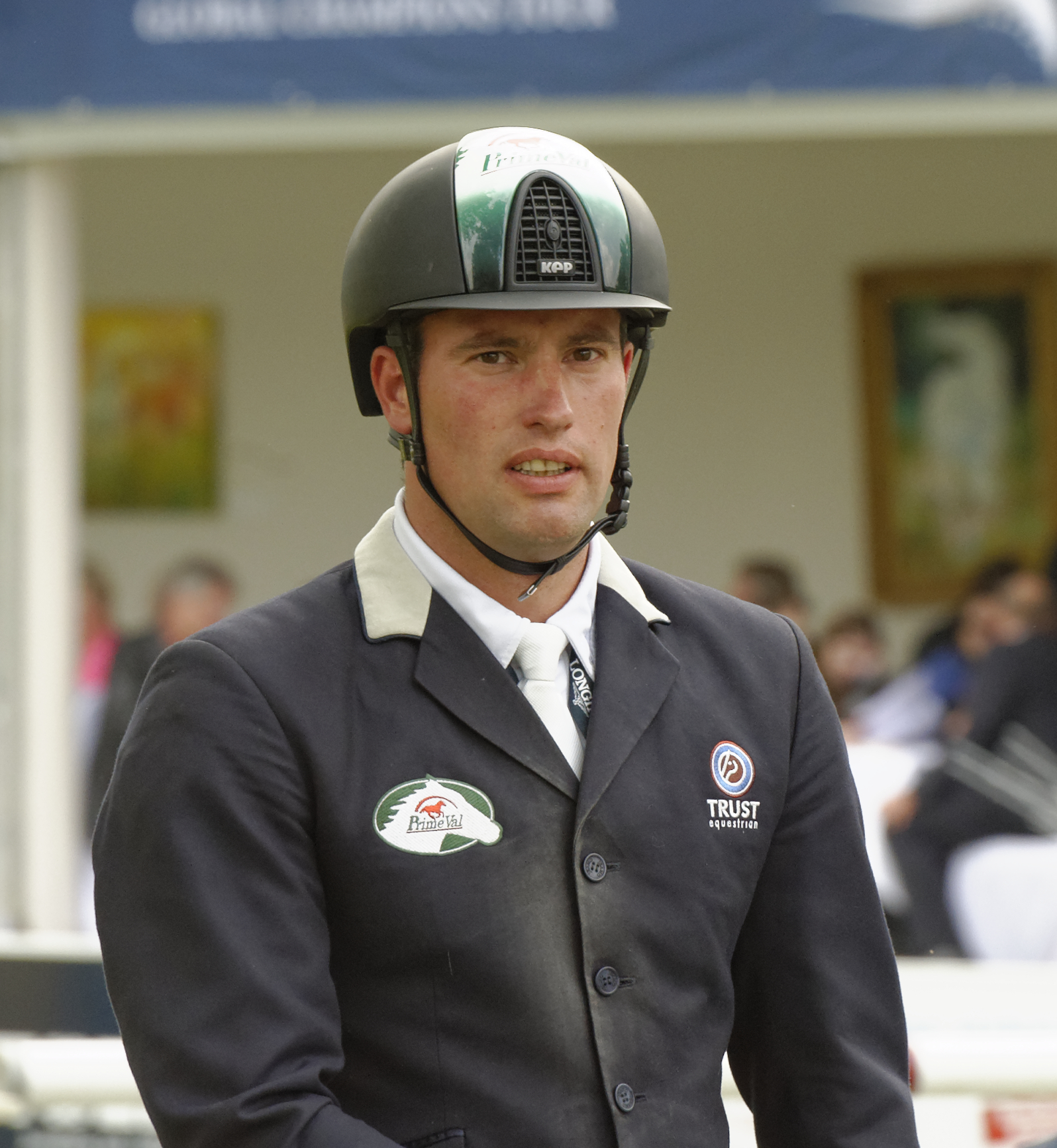
Gert-Jan Bruggink (2013)

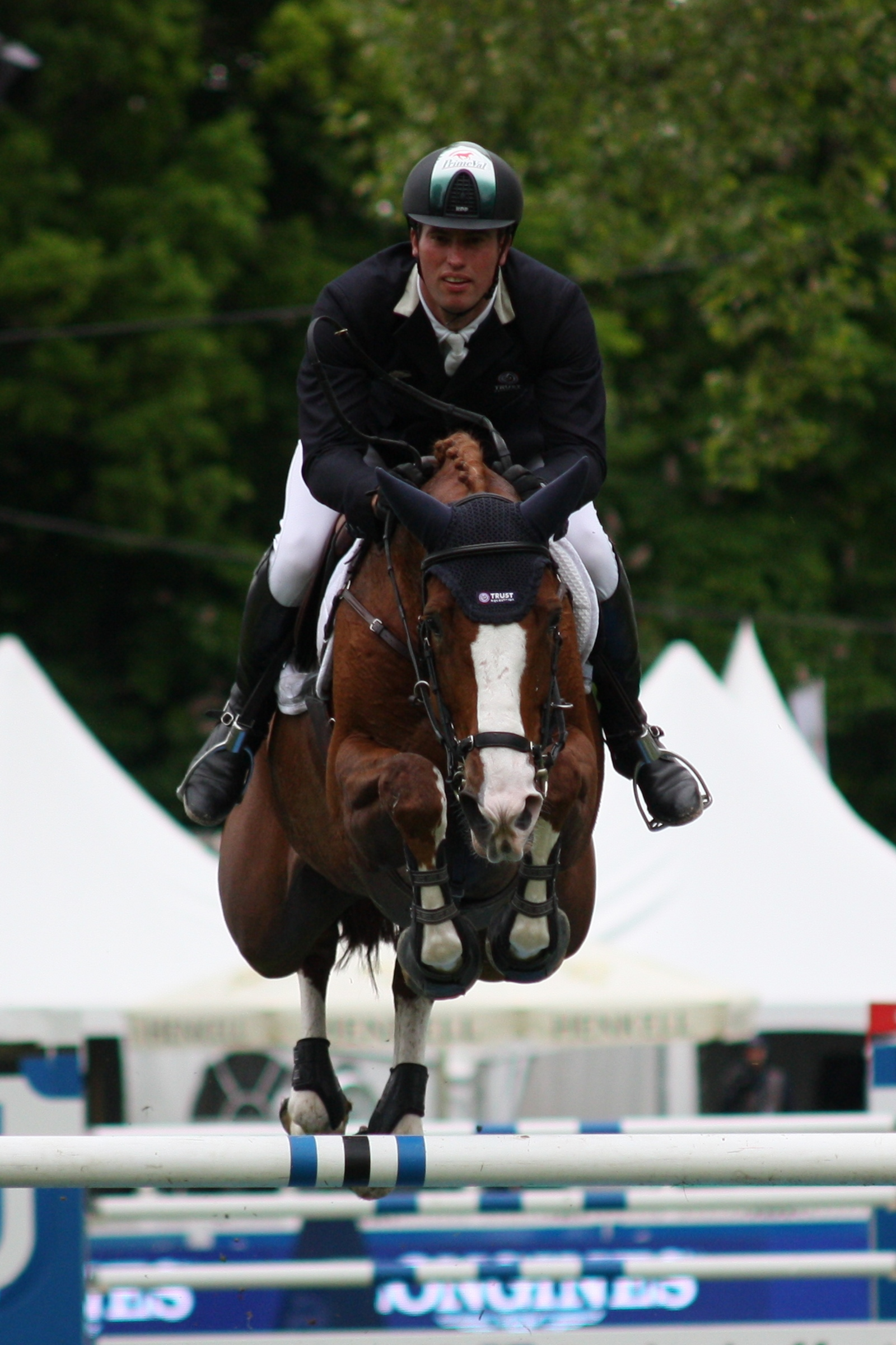
Gert-Jan Bruggink auf Andrea beim CSI 5* Wiesbaden 2013

Gert-Jan Bruggink (* 17. März 1981 in Weerselo) ist ein niederländischer Springreiter. Sein erster großer Erfolg war der fünfte Platz mit der Mannschaft bei den Weltreiterspielen 2002 in Jerez de la Frontera. Bei den Olympischen Spielen 2004 in Athen belegte er mit der niederländischen Mannschaft den vierten Platz. In der Einzelwertung kam er auf Rang 30.
Seit November 2008 lebt er mit seiner Lebensgefährtin Pia-Luise Aufrecht im niederländischen Weerselo. Beide haben eine im Juli 2013 geborene gemeinsame Tochter sowie einen im März 2017 geborenen Sohn.